# European Automotive Hall of Fame
De European Automotive Hall of Fame is een onderscheiding voor mannen of vrouwen die een belangrijke bijdrage hebben geleverd aan de (Europese) automobiel. Het is ook min of meer een antwoord op haar Amerikaanse tegenhanger (The Automotive Hall of Fame), waar bijna geen Europese namen terug te vinden zijn.

## 2001
- Gianni Agnelli
- Karl Friedrich Benz
- Robert Bosch
- Ettore Bugatti
- André Citroën
- Gottlieb Daimler
- Rudolf Diesel
- Enzo Ferrari
- Giorgetto Giugiaro
- Alec Issigonis
- William Lyons
- Ferdinand Porsche
- Louis Renault

## 2002
- Henry Ford
- André en Edouard Michelin
- Nicolaus Otto
- Battista "Pinin" farina

## 2003
- Heinz Nordhoff
- Armand Peugeot
- Giuseppe Bertone
- Henry Ford II

## 2004
- Markies Albert de Dion
- Eberhard von Keunheim
- August Horch
- Wilhelm Maybach

## 2005
- Lord Herbert Austin
- Vincenzo Lancia
- Pierre Lefaucheux
- Ferry Porsche

## 2006
- Carl Hahn
- Pierre Dreyfus
- Nils Bohlin
- Charles Stewart Rolls
- Frederick Henry Royce

## 2007
- Bruno Sacco

## 2008
- Werner Breitschwerdt
- Hub van Doorne
- Giovanni Michelotti
- Ferruccio Lamborghini